# 1982年冲绳县知事选举
1982年冲绳县知事选举是沖繩縣於1982年11月14日舉行的沖繩縣知事選舉，此次選舉是西銘順治知事任期屆滿而進行的屆期選舉，结果保守派的西銘順治顺利連任。

## 概述
此次選舉是西銘順治知事任期屆滿而進行的屆期選舉，選舉是尋求第二次連任的保守派知事西銘順治，與革新派支持的喜屋武真榮之間的一對一之戰。
此外，由于喜屋武真榮辞去参议院议员职务，因此同日举行参议院沖繩縣選舉區补选，由得到自民党支持的前众议院议员大城真順、革新派支持的冲绳社会大众党副委員長仲本安一、前沖繩县副知事宮里松正三人对决。

## 选举结果
选举结果现任保守派西銘順治击败知事选革新共斗会议的喜屋武真榮赢得连任。 西銘以13,315票差距胜出，差距较1978年小，但喜屋武仍落选。本次选举投票率略高于1978年选举。
- 投票率 ：81.72%（▲0.79%）[1]

| 當選 | 候选人     | 所屬黨派           | 立场   | 得票数  | 得票率 |
| ---- | ---------- | ------------------ | ------ | ------- | ------ |
| 當選 | 西銘順治   | 無所屬             | 保守派 | 299,022 | 51.14% |
|      | 喜屋武真榮 | 知事选革新共斗会议 | 革新派 | 285,707 | 48.86% |

另外，同日举行参议院沖繩縣選舉區补选，由得到自民党支持的前众议院议员大城真順以253,895票胜出。